# 11509 Thersilochos
A 11509 Thersilochos (ideiglenes jelöléssel 1990 VL6) egy kisbolygó a Naprendszerben. Eric Walter Elst fedezte fel 1990. november 15-én.